# روابط خارجی قطر
قطر از ۳ سپتامبر ۱۹۷۱ به‌طور کامل به استقلال و به جدایی از بریتانیا رسید. کشورهای عربی اولین کشورهایی بودند که قطر را به رسمیت شناختند و به این کشور در همان سال عضویت سازمان ملل متحد و اتحادیه کشورهای عرب اعطا گردید. قطر روابط دیپلماتیک خود را با اتحاد جماهیر شوروی و دولت کمونیست چین در سال ۱۹۸۸ برقرار نمود. این کشور یکی از اعضای اولیه اوپک و یکی از اعضای بنیانگذار شورای همکاری خلیج فارس (GCC) می‌باشد. قطر رابطه طولانی مدتی بر اساس منافع مشترک با غرب بخصوص با فرانسه و آمریکا دارد. قطر یک متحد استراتژیک چین نیز هست و رابطه میان دو کشور رو به رشد است.در دهه گذشته، قطر به عنوان بازیگری فعال در عرصه منطقه‌ای و بین‌المللی ظهور کرده و جایگاه ویژه‌ای در معادلات قدرت پیدا کرده است. یکی از ابزارهای اصلی سیاست خارجی قطر، قدرت نرم بوده است. قطر از طریق ابزارهای مختلف قدرت نرم، از جمله رسانه، ورزش، فرهنگ و دیپلماسی، به دنبال ارتقای وجهه خود در سطح بین‌المللی و پیشبرد اهداف سیاست خارجی خود بوده است. بر اساس گفته ستاد مطالعات بین‌المللی دانشگاه جرج‌تاون، قطر همکاری صمیمانه ای با سازمان ملل متحد دارد. هم چنین، این کشور، فعالانه در کنفرانس‌ها و جلسات جنبش عدم تعهد مشارکت می‌کند. از اقدامات اوپک در تعیین قیمت نفت و ثبات اقتصادی جهان حمایت به عمل می‌آورد و به کشورهای جهان سوم بخصوص در آفریقا کمک مالی می‌کند.

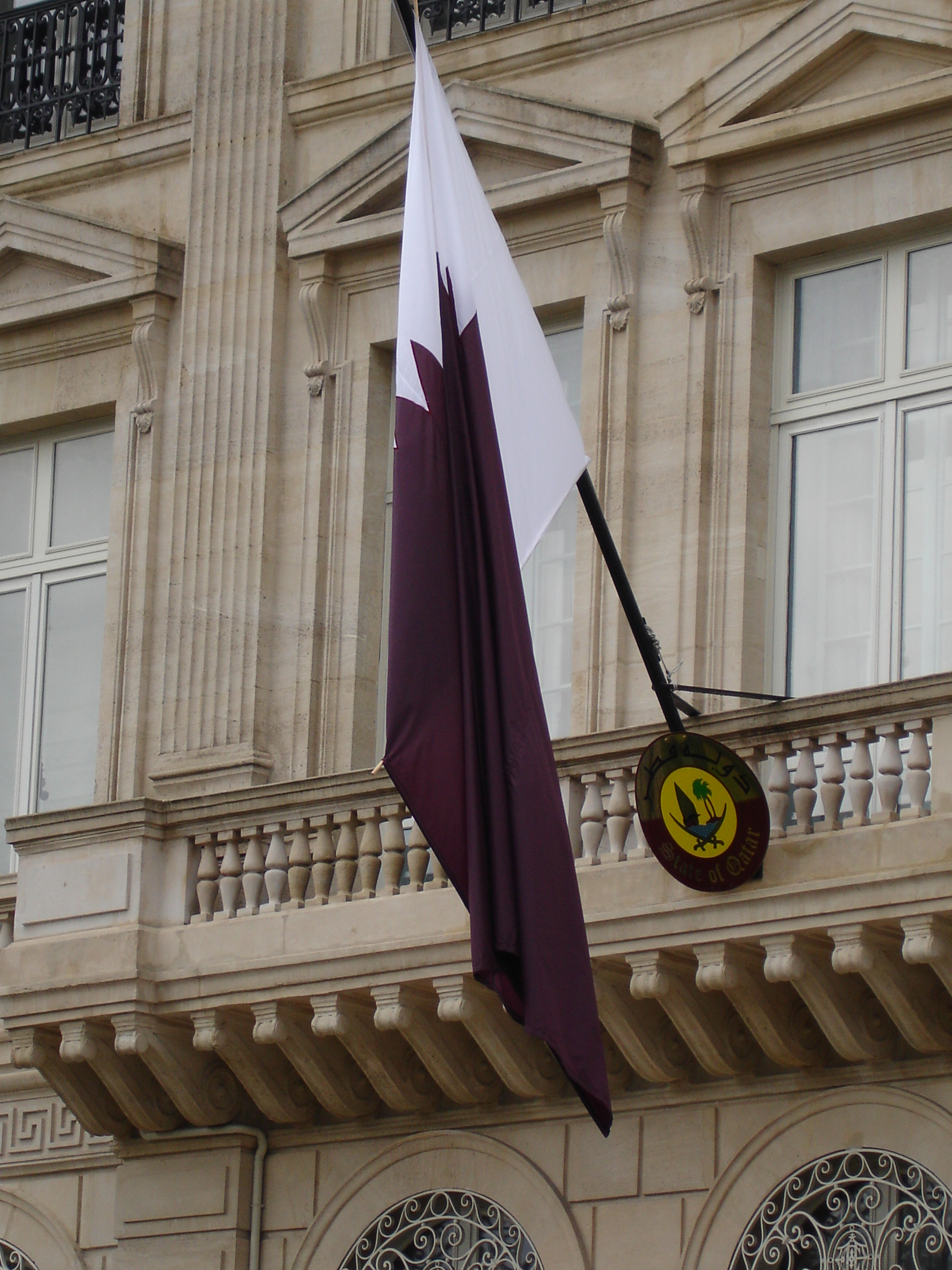
سفارت قطر در پاریس

قطر در طول دو دهه گذشته نقش و روابط بین‌الملل خود را افزایش داده و در امور بین‌الملل وزن بالایی دارد. این کشور بسیار با اعتماد به نفس می‌باشد و معتقد است این توانایی و ظرفیت را دارد تا یک سیاست خارجی مستقل را اتخاذ کند. این کشور عضو سازمان‌های بین‌الملل متعددی است و روابط دوجانبه را با سراسر جهان حفظ نموده‌است. مرکز تحقیقات اسلام در مرکز مطالعات بین‌المللی و منطقه‌ای دانشگاه جرج‌تاون گزارش می‌دهد که حکومت قطر معتقد است که ادامه روند آن با شناخته‌شدن در سطح منطقه و جهان و گسترش همکاری‌های بین‌المللی امکان‌پذیر است. سرمایه گذاری‌های بین‌المللی و جذب سرمایه گذار از اصول اعتقادی سیاست خارجی این شکور است.
بنا بر گزارش جامعه‌شناس آمریکایی امانوئل والرشتاین دانشمند تاریخی اجتماعی، قطر تلاش می‌کند که در منطقه خاورمیانه نقش مهم و اصلی ایفا کند. والرشتاین استدلال کرده‌است که قطر قصد دارد همان کار را در جنگ داخلی سوریه نیز انجام دهد و بخاطر همین هم از عناصر افراطی در سوریه حمایت کرده‌است. به گفته والرشتاین قطر و عربستان سعودی برای نفوذ در سیاست‌های منطقه ای رقابت می‌کنند. 
در آوریل ۲۰۱۷ هک شدن رسانه‌های دولتی باعث شد داستانهایی از امیر قطر در مورد مشکلات آمریکا و ایران و اشاراتی به حماس انتشار یافت که بسیاری سازمان خبری دنیا و منطقه آن را به عنوان واقعیاتی از امیر قطر ارایه کردند. این جنجال منجر به قطع رابطه عربستان سعودی، امارات متحده عربی، یمن، مصر و بحرین شد که روابط دیپلماتیک خود را با قطر به حالت تعلیق درآورند. این موضوع بعد از ایستادگی قطر بعد از چهارسال به حالت عادی بازگشت.
براساس قانون اساسی قطر، هدف سیاست خارجی این کشور تحکیم پیوندهای دوستی با کشورها و کلیه کشورهای صلح دوست و مردم جهان است. پای بندی به اعتقادات اسلامی از معیارهای سیاست خارجی این کشور در سطح منطقه، جهان اسلام و روابط بین الملل به شمار می‌رود. حفظ و تعمیق همبستگی عربی، تعهد و هماهنگی با سیاست‌ها و هدف‌های شورای همکاری خلیج فارس و تعهد به اصول منشور سازمان ملل متحد از اصول سیاست خارجی قطر است.